# Джуніор Веллс
Джу́ніор Веллс (англ. Junior Wells), справжнє ім'я Е́ймос Веллс Бле́йкмор-молодший (англ. Amos Wells Blakemore Jr.; 9 грудня 1934, Мемфіс, Теннессі — 15 січня 1998, Чикаго, Іллінойс) — американський блюзовий співак, виконавець на губній гармоніці та автор пісень. Грав з Мадді Вотерсом, Бадді Гаєм, Бонні Рейтт, The Rolling Stones та Ваном Моррісоном.

## Біографія

### Ранні роки і становлення
Народився 9 грудня 1934 року в Мемфісі, штат Теннессі (за іншими даними 9 грудня 1931 року в Вест-Мемфісі, Арканзас). Син Ліни Блейкмор і Сільвестра Р. Веллса. Його матір працювала домогосподаркою в околицях Мемфіса перед тим, як переїхати до Чикаго. Коли хлопчику було 9 років, він переїхав до матері, однак часто повертався на південь. У дитинстві, коли відвідбував свого батька в Арканзасі, познайомився з Германом «Літтл Джуніор» Паркером, який мешкав у Вест-Мемфісі; також він подорожував з Алеком Міллером (Сонні Бой Вільямсон II) по місту, у якого брав уроки. В Чикаго слухав Джона Лі Вільямсона (тобто, Сонні Бой Вільямсон I) і, після смерті Вільямсона у 1948 році, Літтла Волтера.
Першим виступ Веллса на сцені відбувався разом з гітаристом Тампою Редом і піаністом Джонні Джонсом в чиказькому барі Miss Tifford's в районі Саут-Сайд, що розташовувався на розі 22-ї вулиці та Прейрі-стріт. Окрім цього виступав на сцені як танцівник чечітки, а також грав на губній гармоніці: з Саннілендом Слімом, Робертом Локвудом, Мадді Вотерсом та іншими.

### 1950-ті—1960-ті; активність в Чикаго

Джуніор Веллс з Бадді Гаєм (ліворуч) у студії Sound Studios під час запису альбому Southside Blues Jam, 1969. Чикаго, Іллінойс

Близько 1948 року разом з братами Луї та Дейвом Маєрсами утворили гурт Three Deuces (пізніше перейменованого на Three Aces). Пізніше гурт став називатися Four Aces (і в підсумку, просто як the Aces), коли до нього приєднався ударник Фред Білоу. Белоу був джазовим ударником, а Луї Маєрс — універсальним виконавцем, який зазнав впливу джамп-блюзових гітаристів та губних гармоністів (Дейв переважно грав на «бас-гітарі», користуючись басовими струнами свого інструменту). Звучання the Aces поєднувало стилі дельта-блюзу та чиказького блюзу з витонченим джазовим відтінком.
У 1952 році Веллс залишив the Aces, коли Літтл Волтер залишив гурт Мадді Вотерса і посів місце Веллса як губного гармоніста гурту (який був перейменований в Jukes, на честь популярного хіта Волтера). Після цього Веллс приєднався до Вотерса; у 1952 році вперше дебютував у студії, взявши участь в записі «Standing Around Crying» (Chess) Вотерса. Наступного року він був призваний до армії. В червні 1953 року дебютував як соліст на лейблі States Леонарда Аллена, на якому він зробив декілька своїх знакових записів, включаючи свою першу версію «Hoodoo Man», «Cut That Out», та інструментальні композиції «Eagle Rock» і «Junior's Wail». З 1957—63 роках записувався на лейблах продюсера Мела Лондона Chief, Proﬁle, і U.S.A., та інших. В результаті цієї співпраці було випущено низку синглів, включаючи «I Could Cry» і рок-н-рольну «Lovey Dovey Lovely One» у 1957 році; у 1959 році записана «Little by Little» для лейблу Proﬁle, яка у 1960 році посіла 23-є місце в хіт-параді R&B Singles журналу «Billboard» (пісня стала першою для Веллса, що потрапила до чартів). У цей період він також випустив «Come On in This House» і ритм-енд-блюзову «Messin' with the Kid» (на якій зіграв гітарист Ерл Гукер), які стали його знаковими записами.
До середини 1960-х відбулось відродження фолк-блюзу, за яким виник блюз-рок, який представив звучання чиказького блюзу молодій білій аудиторії слухачів. 1965 року записав свій дебютний LP під назвою Hoodoo Man Blues на лейблі Delmark; цей альбом нині визнаний як один з найкращих блюзових альбомів усього десятиліття. У записі альбому взяв участь гітарист Бадді Гай. Альбом включав такі пісні як «Snatch It Back and Hold It», «You Don't Love Me» і «Chitlins con Carne». Того ж року записувався на лейблі Vanguard Семюеала Чартерса для серії альбомів-компіляцій Chicago/The Blues/Today! (1966).
Наступні роки Веллс продовжив працювати у тому ж напрямку. Джек Деніелс, продюсер і власник лейблу звукозапису в Вест-Сайді, випустив серію 45" синглів Веллса у стилі соул з аранжуваннями духових Монка Хіггінса. Серед них «I'm Losing You» (рімейк «Little by Little»), «Up in Heah» (вступ якої взятий з «Messin' with the Kid») і «I'm Gonna Cramp Your Style» на лейблі Bright Star, а також «It's All Soul» на лейблі Hit Sound. Пісня «You're Tuff Enough» (що була випущена на Blue Rock, дочірньому лейблі Mercury, на якому Деніелс працював A&R-продюсером) допомогла Веллсу знову увірватися в ритм-енд-блюзові чарти у 1968 році.

### 1970-ті—1990-ті
Близько 1970 року розпочалось його партнерство з Бадді Гаєм, яке стало одним з найпопулярніших блюзових дуетів. Вони регурярно гасролювали в Європі, виступали на розігрівах для гурту the Rolling Stones, а їхні записи включають сесію для лейблу Atco під назвою Play the Blues, в якій взяли участь такі музиканти як Ерік Клептон та Доктор Джон. У підсумку дует розпався, але Веллс продовжив багато гастролювати, очолюючи власний гурт. Упродовж багатьох років також паралельно виступав в клубах Theresa's і Checkerboard в чиказькому районі Саут-Сайд. 1974 року записав на Delmark альбом On Tap.
Продовжував записуватися; серед найбільш значних записів цього періоду альбом 1990 року Harp Attack! (Alligator), в записі якого взяли участь Веллс, Кері Белл, Біллі Бранч і Джеймс Коттон та Come On in This House (Telarc), здебільшого акустичний альбом, що вийшов у 1996 році. За цей альбом був удостоєний премії W.C. Handy Blues Awards (в категорії «Найкращий альбом традиційного блюзу»). 1997 року альбом також був номінований на премію «Греммі» (в категорії «Найкращий альбом традиційного блюзу».

### Останні роки
Продовжував виступати, доки влітку 1997 року у Веллса була діагностована лімфома; у нього стався серцевий напад, у підсумку він впав у кому. Веллс перебував у комі, доки не помер 15 січня 1998 року в лікарні Майкла Різа в Чикаго, Іллінойс у віці 63 років.

## Визнання
У 1998 році Веллс був включений до Зали слави блюзу. Альбоми Веллса Hoodoo Man Blues (Delmark, 1965) і It's My Life, Baby! (Vanguard, 1966) були також включені до Зали слави блюзу в категорії «Класичний блюзовий запис — альбом». 1998 року пісня «Messin' with the Kid» в оригінальному виконанні Веллса (Chief, 1960) була включена до Зали слави блюзу в категорії «Класичний блюзовий запис — пісня».
У 1997 році за альбом Come on in This House (Telarc) здобув премію W.C. Handy Blues Awards (в категорії «Найкращий альбом традиційного блюзу»).

## Дискографія

### Альбоми
- Hoodoo Man Blues (Delmark, 1965)
- It's My Life, Baby! (Vanguard, 1966)
- Chicago/The Blues/Today! Vol. 1 (Vanguard, 1966)
- You're Tuff Enough (Blue Rock, 1968)
- Coming at You (Vanguard, 1968)
- Sings Live at the Golden Bear (Blue Rock, 1969)
- Southside Blues Jam (Delmark, 1970)
- Buddy and the Juniors (Blue Thumb, 1970); з Бадді Гаєм і Джуніором Менсом
- Play the Blues (Atco, 1972); з Бадді Гаєм
- On Tap (Delmark, 1974)
- Blues Hit Big Town (Delmark, 1977)
- Live in Montreux (Black & Blue, 1978); з Бадді Гаєм
- Going Back (Isabel, 1981); перевиданий як Alone & Acoustic (Alligator, 1991); з Бадді Гаєм
- Harp Attack! (Alligator, 1990); з Джеймсом Коттоном, Кері Беллом і Біллі Бранчом
- Come on in This House (Telarc, 1996)
- Live at Buddy Guy's Legends (Telarc, 1997)
- Last Time Around — Live at Legends (Silvertone, 1998); з Бадді Гаєм

### Сингли
- «Two Headed Woman»/«Lovey Dovey Lovely One» (Chief, 1957)
- «I Could Cry»/«Cha Cha Cha in Blue» (Chief, 1958)
- «Messin' with the Kid»/«Universal Rock» (Chief, 1960)
- «Little by Little»/«Come On in This House» (Profile, 1960)
- «I'm a Stranger»/«Things I'd Do for You» (Chief, 1961)
- «You Sure Look Good to Me»/«Lovey Dovey Lovely One» (Chief, 1961)
- «Cha Cha Cha In Blue»/«It Hurts Me Too» (Chief, 1962)
- «Shake It Baby»/«(I Got a) Stomach Ache» (Vanguard, 1966)
- «Stop Breakin' Down»/«Mystery Train» (Vanguard, 1968)
- «You're Tuff Enough»/«The Hippies Are Trying» (Blue Rock, 1968)